# Ottawa Rugby League
Le Ottawa Rugby League («  Ottawa rugby à XIII »)  est un projet sportif de créer une deuxième franchise canadienne (après celle des Toronto Wolfpack)  à Ottawa,  afin de lui faire disputer la Super League, championnat britannique de rugby à XIII, une compétition également ouverte aux clubs étrangers (notamment français et canadiens).
Le projet, né à la fin des années 2010, espère se concrétiser en 2020 sous la forme d'une franchise,  avec l'admission , dans un premier temps,  en championnat anglais de troisième division à partir de 2021. Et cela malgré l'opposition de certains petits clubs anglais, qui préfèreraient que le club puisse intégrer directement le niveau supérieur. 
Son promoteur en est le canadien Eric Perez. Ce dernier, selon un quotidien,  « a contribué à amener le sport en Amérique du Nord via le Wolfpack de Toronto. Il fait partie d’un consortium canadien qui a fait l’acquisition des Stags de Hemel, une équipe de troisième division en Angleterre, dans l’espoir de la transférer à Ottawa » L'idée de ce dirigeant étant de faire joueur la franchise dans un stade d'Ottawa laissé vacant par le club de football local le Fury d'Ottawa  : la « Place TD » ou Stade Franck-Clair.
La franchise ambitionne de rejoindre la Super League en 2023.

## Personnalités et joueurs notables
L'entraineur français  Laurent Frayssinous est recruté en tant qu'entraineur du club en 2020. Un poste qui n'est pas remis en cause ensuite par sa désignation de sélectionneur de l'équipe de France en 2021.